# Османски шадраван (Драма)
Османският шадраван (на гръцки: Οθωμανικό συντριβάνι) е историческо съоръжение в македонския град Драма, Гърция.
Разположен е на площад „Дикастерия“, срещу Съдебната палата на улица „Темис“. Около шадравана в османската епоха са сградите на съда, конака и затвора. Заедно с Арап джамия те оформят административния център на града. Шадраванът е повреден при строежа на новата административна сграда и е възстановен от общината в 1985 година. Някои от красивите му мраморни плочи са заменени с копия.